# Xysticus jaharai
Xysticus jaharai là một loài nhện trong họ Thomisidae.
Loài này thuộc chi Xysticus. Xysticus jaharai được miêu tả năm 1979 bởi Basu.